# Lake Rotorua
Der Lake Rotorua ist der zweitgrößte Binnensee der neuseeländischen Nordinsel. Er befindet sich im Distrikt Rotorua Lakes in der Region Bay of Plenty nördlich des Inselzentrums.
Der 80 km² große Lake Rotorua ist nach dem Lake Taupō und vor dem Lake Wairarapa der zweitgrößte Binnensee der Nordinsel Neuseelands. Seine Durchschnittstiefe beträgt elf Meter, wobei er an seiner tiefsten Stelle 26 Meter tief ist. Insgesamt hat der See eine fast kreisrunde Form. Er befindet sich innerhalb der Caldera eines vor etwa 140 000 Jahren ausgebrochenen Vulkans. Die bei dieser Eruption zusammengefallene Magmakammer bildet das Bett für den heutigen See. Etwas weiter östlich – genauer gesagt um den aktiven Vulkan Mount Tarawera herum – befinden sich zahlreiche weitere Seen.
Der Lake Rotorua wird durch mehrere Zuflüsse mit Frischwasser versorgt. Dabei führen die von den südlichen, vulkanisch aktiven Gegenden in den See mündenden Flüsse, zum Beispiel der Utahina, viel wärmeres Wasser mit, als die von Norden in den See mündenden, wie zum Beispiel die Hamurana Springs oder der Awahou Stream. Ein weiterer wichtiger Zufluss ist der Ngongotaha River, der für das Fischen von Forellen bekannt ist. Über den Ohau Channel fließt das Wasser in den Lake Rotoiti ab.
Im östlichen Teil des Sees, nahe dem Zentrum, befindet sich mit Mokoia Island eine aus Rhyolith bestehende Insel.
Wegen der ausgeprägten vulkanischen Aktivität in der Gegend um den See ist der Schwefelgehalt des Gewässers überdurchschnittlich hoch. Dadurch bekommt der See eine gelblich-grüne Färbung.
Der südlichste Teil des Sees, die Sulphur Bay, ist ein Geothermalgebiet und unter Naturschutz gestellt.